# Pálffy Lipót
Gróf erdődi és borostyánkői Pálffy (II.) Lipót (Bécs, 1716 – Pozsony, 1773. április 9.) magyar katona, tüzértábornok, főhadparancsnok, titkos belső tanácsos, koronaőr.

## Pályája
Pálffy Lipót (1681-1720) és Mária Antónia Raduit de Souches fia.
Az egyik legjelentősebb magyar arisztokrata család, a Pálffyak sarjaként katonai pályára lépett. 1741-ben tábornok, 1752-ben tüzértábornok lett. 1758-tól koronaőr és valóságos belső titkos tanácsos, 1760-tól tábornagy, 1763-tól Magyarország 10 000 forint évi díjjal javadalmazott főhadparancsnoka. 1765-ben elnyerte a Mária Terézia magyar királynő által frissen alapitott Szent István-rend nagykeresztjét.
Karl Ludwig Raduit de Souches (Jean-Louis Raduit de Souches fia) császári tábornok leányának hozományaként Kozármislenyben kapott földbirtokot.